# Xan Windsor
Xan Windsor, baró Culloden (Londres, 12 de març de 2007) és l'únic fill i hereu d'Alexander Windsor, comte d'Ulster i la seva esposa, la Dra. Claire Booth (comtessa d'Ulster).
El seu avi és el príncep Ricard, duc de Gloucester i el baró Culloden és segon en la línia al ducat de Gloucester i 31è en la línia successòria al tron britànic.